# Dolabra nepheliae
Dolabra nepheliae är en svampart som beskrevs av C. Booth & W.P. Ting 1964. Dolabra nepheliae ingår i släktet Dolabra, klassen Dothideomycetes, divisionen sporsäcksvampar och riket svampar.   Inga underarter finns listade i Catalogue of Life.